# Daniel István (hadnagy)
Daniel István (vargyasi legifjabb báró) (1751. október 4. – Tizmentz, 1772. november 2.) hadnagy, fordító.

## Élete
Idősebb Daniel István unokája, ifjabb Daniel István főkirálybíró és gróf Bánfi Ágnes fia volt. Mint császári tiszt egészen fiatalon halt meg egy lengyelországi hadjáratban. Jean-François Marmontel Belisarius című művét 1769-ben, „oskolai tanúlásabéli gyakoroltatásitól engedtetett üres óráin” fordította le, de a kiadásra csak 1776-ban került sor.